# Seilbagger

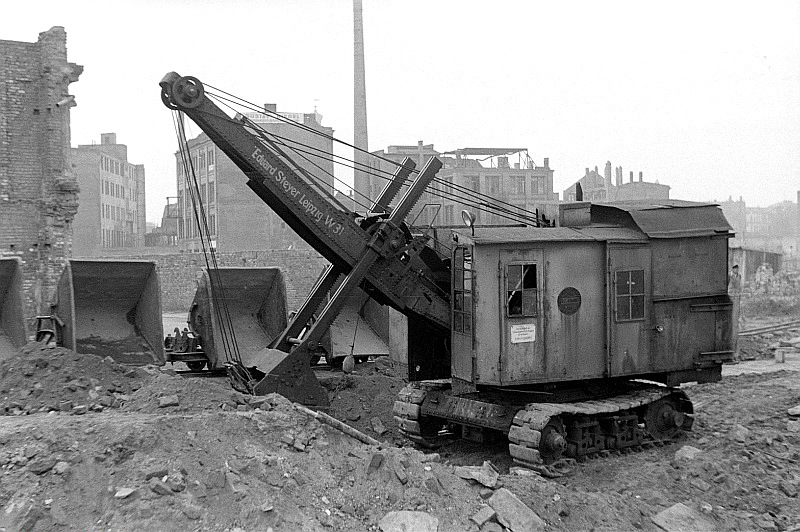
Seilbagger mit Hochlöffel auf einer Baustelle (1953)

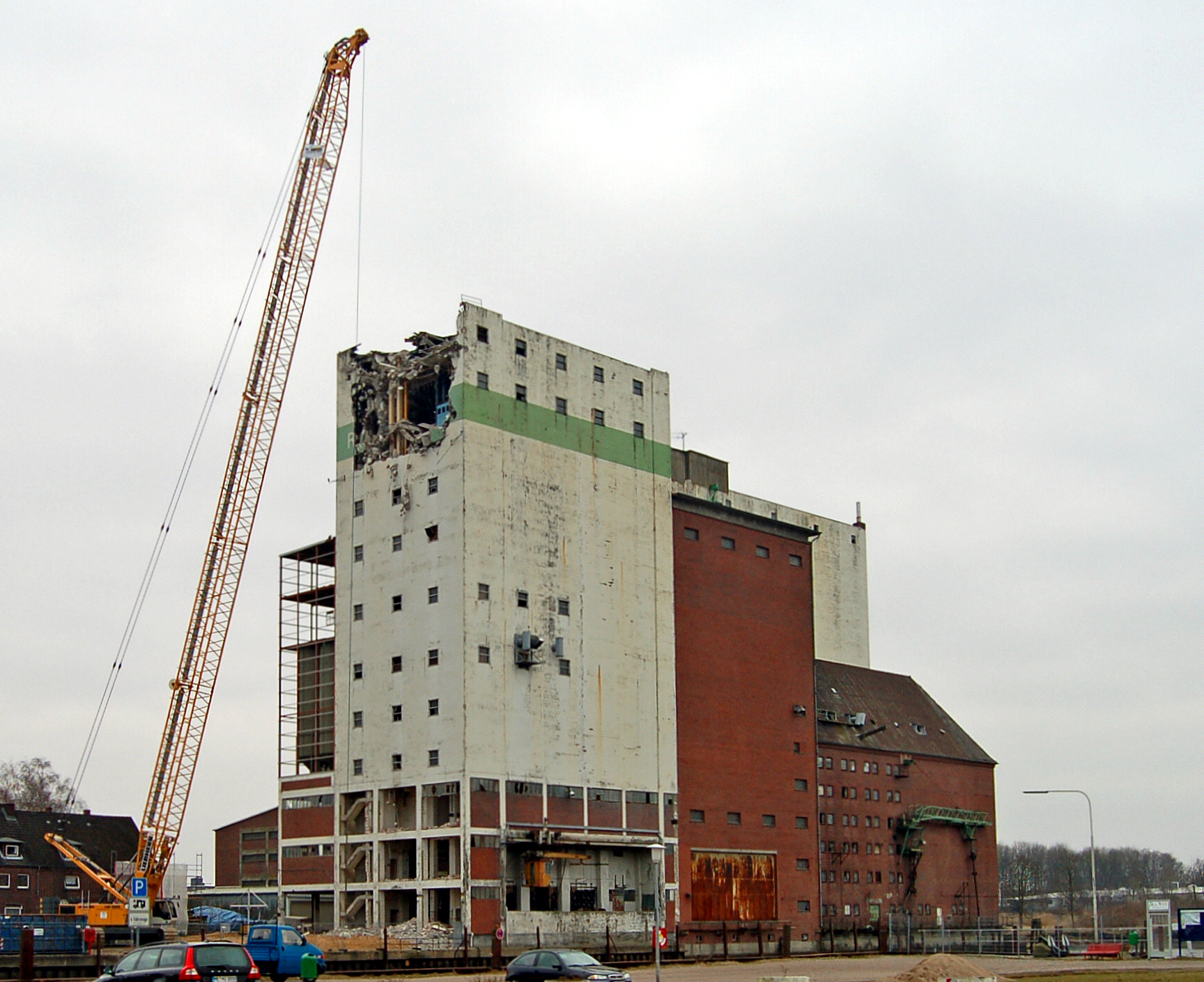
Europas größter Seilbagger (280 Tonnen Gesamtgewicht mit 85 Meter Ausleger) in Uetersen beim Abbruch des größten Futtermittelsilos Europas

Ein Seilbagger ist ein Erdbaugerät (Baumaschine) zum Lösen und Transportieren von Boden und Gestein, bei dem fast alle Bewegungen der Baggerwerkzeuge mit Windwerken und Drahtseilen durchgeführt werden. Seilbagger gehören zur Maschinengattung der Bagger und unterscheiden sich von anderen Maschinen dieser Kategorie durch die seilmechanische Kraftübertragung. Bei vielen Anwendungen wurden sie durch hydraulische Bagger abgelöst, für bestimmte Spezialaufgaben (wie etwa das Ausheben besonders tiefer Baugruben) sind die Seilbagger jedoch nach wie vor unentbehrlich.

## Aufbau

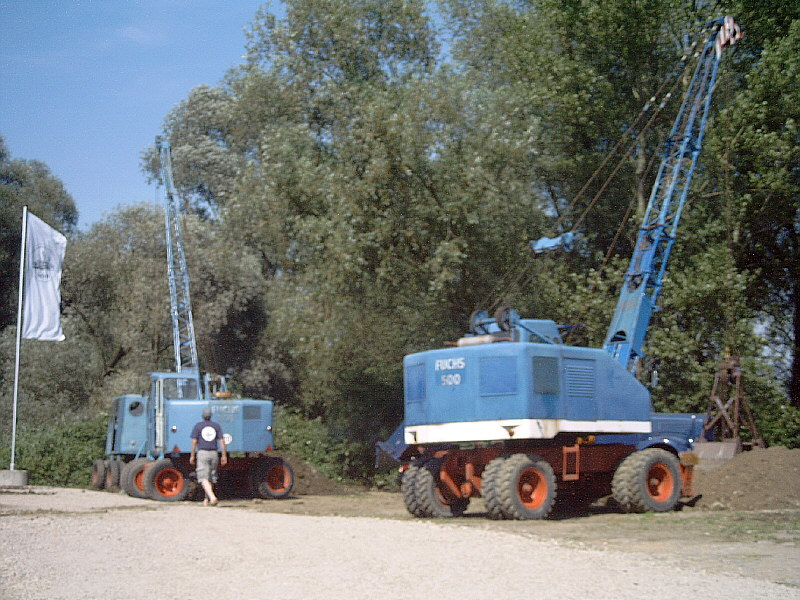
Mobilseilbagger mit Radfahrwerk, Typ Fuchs F 500

### Unterwagen
Als Unterwagen wird der untere Maschinenteil bezeichnet, der zum Verfahren des Baggers (meist durch Raupenketten oder Räder) dient, sowie den schwenkbaren Oberwagen trägt.  Es gibt auch Bagger, bei denen der Oberwagen stattdessen auf einen Schwimmponton oder eine Portalkonstruktion montiert ist.

#### Fahrwerk

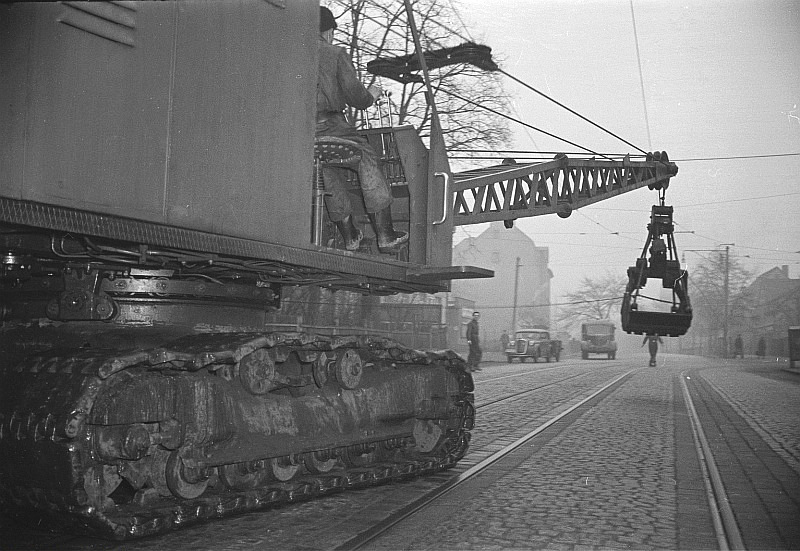
Unterwagen mit Raupenfahrwerk und Zylinderrollendrehkranz. Am Drehkranz ist eine Krallenrolle zu erkennen. (1953)

Zum Verfahren des Baggers kommen in Seilbaggern folgende Fahrwerke zum Einsatz:
- Raupenfahrwerk
- Radfahrwerk
- Gleislaufwerk
- Schreitwerk
- Schwimmponton

#### Drehkranz
Der Drehkranz des Baggers verbindet den Unterwagen mit dem Oberwagen und ermöglicht dessen endlose Drehung. Die Kippmomente des Oberwagens nimmt ein Lager auf, das entweder als doppelter Kugeldrehkranz oder als Rollendrehkranz ausgeführt ist. Gegenüber dem Kugeldrehkranz benötigt ein Rollendrehkranz noch eine Zentrierung, den sogenannten Königszapfen, da die Rollen keine Radialkräfte übertragen können. Der Königszapfen ist fest mit dem Tragwerk des Unterwagens verbunden. Des Weiteren benötigt ein Rollendrehkranz für die Führung der Rollen entweder Krallen oder Krallenrollen sowie Kippschwellen zur gleichmäßigen Lastverteilung. Zum Schwenken besitzt der Bagger außerdem einen Zahnkranz, entweder mit Innen- oder Außenverzahnung. Mit diesem kämmt ein im Oberwagen gelagertes und von dort angetriebenes Ritzel. Um die für das Verfahren benötigte Kraft vom Oberwagen in den Unterwagen zu übertragen, befindet sich im Zentrum des Drehwerkes die sog. Königswelle. Bei Seilbaggern mit Rollendrehkranz befindet sie sich innerhalb des als Hohlachse ausgeführten Königszapfens. Bei einer mechanischen Steuerung des Fahrwerks (Lenkung der Ketten, Bremsen) sind weitere Hohlzapfen vorhanden, die verschiebbar gelagert sind. So können bei jeder Oberwagenstellung durch Hebelmechanismen vom Führerstand aus Bewegungen (Betätigung von Kupplungen) in den Unterwagen übertragen werden. Bei modernen Seilbaggern ist keine Königswelle sowie mechanische Steuerung mehr vorhanden, da das Fahrwerk (wie auch die Winden im Oberwagen und das Schwenkwerk) durch Hydrostatikmotoren angetrieben werden. Die entsprechenden Leitungen (mindestens 4) werden durch eine dazu etagenförmig aufgebaute sog. Drehdurchführung im Zentrum des  Drehkranzes in den Unterwagen geführt.

#### Tragwerk des Unterwagens
Das Tragwerk des Unterwagens nimmt die über den Drehkranz vom Oberwagen eingeleiteten Kräfte auf und überträgt sie auf das Fahrwerk. Dazu dient eine verwindungssteife Stahlkonstruktion, die in den Anfängen des Baggerbaues genietet, später geschweißt wurde. Sie ist meist in Zellen- oder Kastenbauweise ausgeführt. Bei größeren Maschinen besteht das Tragwerk aus einem zylindrischen Mittelstück, an dem X-förmig Träger zur Aufnahme des Fahrwerkes angeschweißt sind. Des Weiteren sind die Achsen des Fahrwerkes im Tragwerk des Unterwagens gelagert und ein Verteilergetriebe leitet die von der Königswelle kommenden Drehmomente in die Antriebsräder der Ketten (Turasse) oder die Radachsen bei Mobilmaschinen ein.

### Oberwagen

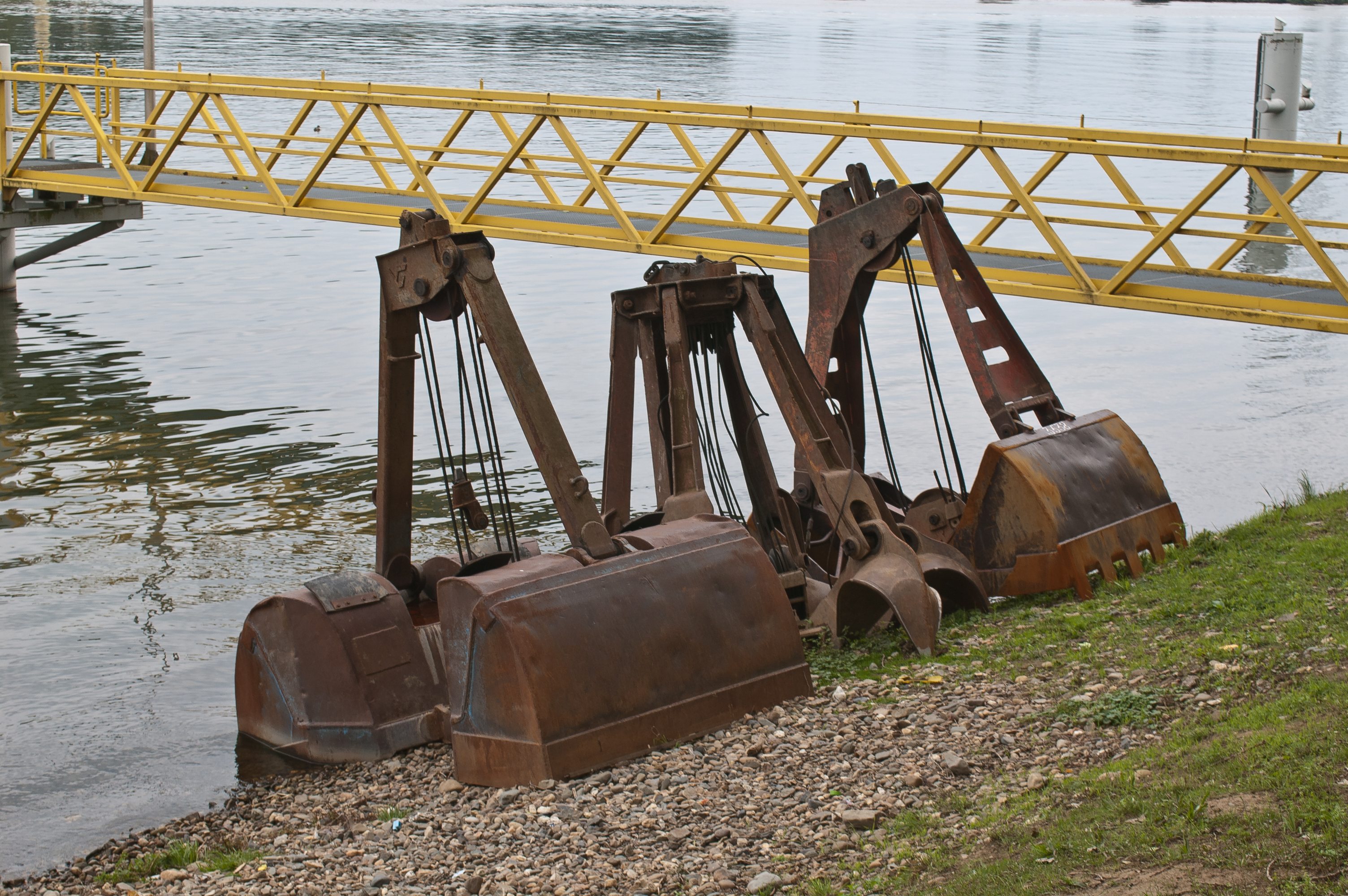
Zwei verschiedene Zweischalengreifer-Ausführungen und ein Polypengreifer für Seilbagger

Der Oberwagen beinhaltet alle Einrichtungen, die zum Baggern nötig sind: Antrieb, Getriebe, Windwerk, Führerstand und Grabeeinrichtung. Um die beträchtlichen Kräfte und Momente des Baggerbetriebes auszuhalten, sind alle Teile des Oberwagens auf einem massiven Tragwerksrahmen angeordnet der massiv mit dem Oberteil des Drehkranzes verbunden ist.

#### Antrieb
Bei Seilbaggern sind zwei verschiedene Antriebskonzepte üblich: Der Einmotorenantrieb und der Mehrmotorenantrieb. Beim Einmotorenantrieb ist eine zentrale Antriebsmaschine vorhanden (in der Regel ein Dieselmotor), mit der alle Bewegungen des Baggers über Getriebe und Kupplungen erzeugt werden. Wird jede Bewegung oder jede Gruppe von Bewegungen jedoch von einem separaten Motor angetrieben, liegt ein Mehrmotorenantrieb vor, dabei handelt es sich in der Regel um Elektromotoren, früher auch Dampfmaschinen.

#### Die Vorgelegewelle
Bei einmotorigen Seilbaggern erfolgt die Kraftübertragung vom Motor, der sich im hinteren Teil des Maschinenhauses befindet, durch einen Riementrieb, eine Kette (meist im Ölbad laufend) oder durch ein Stirnradgetriebe im Allgemeinen auf die sog. Vorgelegewelle. Neben dieser Standardausführung gibt es diverse Sonderbauformen. Die Vorgelegewelle dient zur Verteilung des Antriebsmomentes auf die verschiedenen anzutreibenden Organe. Diese können mittels mechanischer Kupplungen mit der Vorgelegewelle verbunden werden. Die Vorgelegewelle dreht während der gesamten Betriebszeit mit weitgehend konstanter Drehzahl in einer Richtung. In der Regel können bis zu zwei Verbraucher gleichzeitig zugeschaltet werden. So ist es beispielsweise möglich, gleichzeitig vorwärts zu fahren und den Oberwagen zu schwenken. Damit das Antriebsmoment beispielsweise für das Schwenken und das Vor- und Rückwärtsfahren, auch in entgegengesetzter Drehrichtung genutzt werden kann, sind entsprechende Wendegetriebe vorhanden. Die Vorgelegewelle ist bei älteren Maschinen mit Gleitlagern, sonst mit Kugellagern ausgestattet.

#### Windwerk

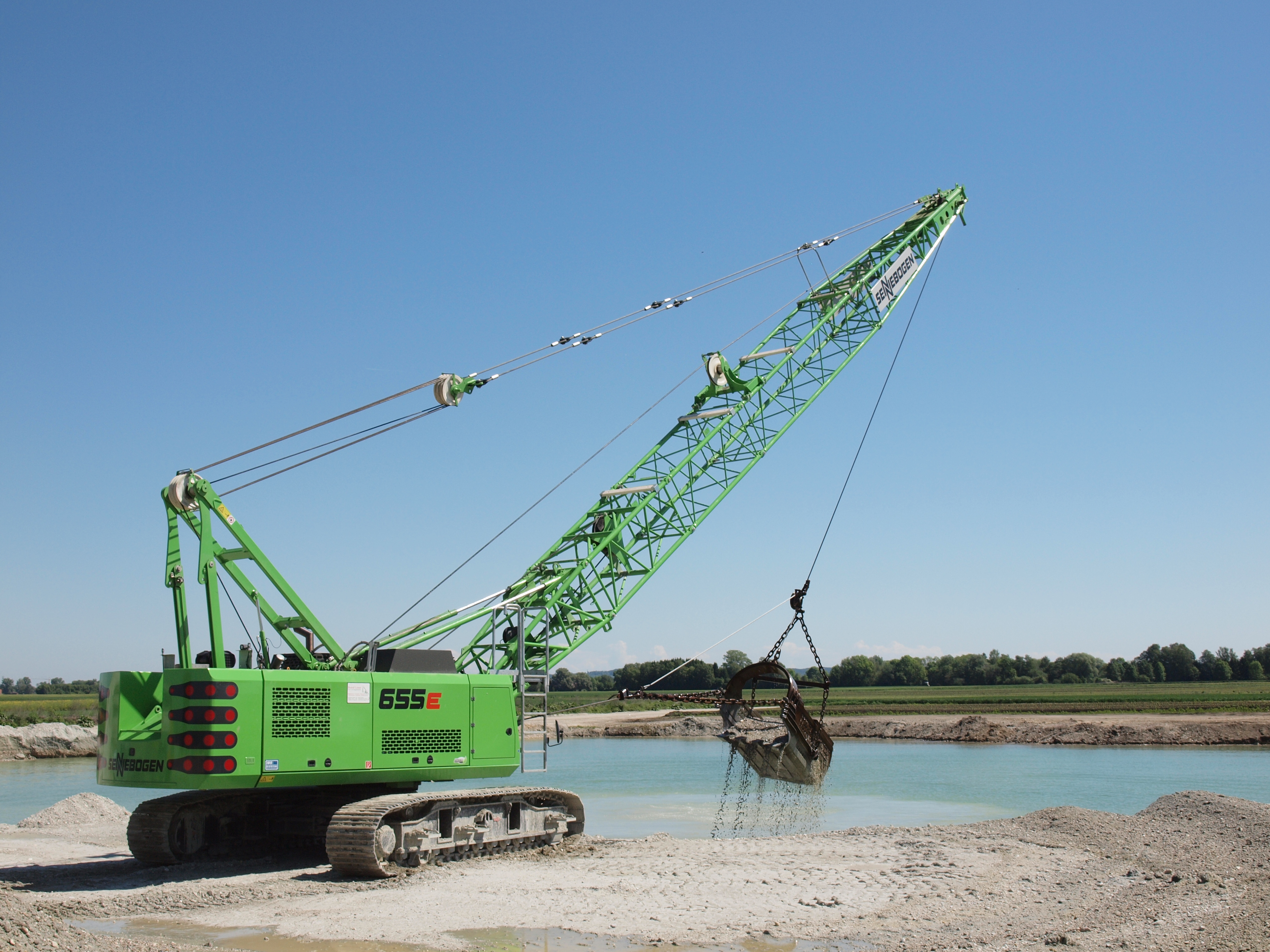
Sennebogen Seilbagger 655E HD mit Schleppschaufel

Die Bewegungen der Grabegefäße (in erster Linie Löffel, Zweischalengreifer, Schlitzwandgreifer und Schürfkübel) sowie der Schleppschaufel bei der Nassgewinnung (z. B. beim Kiesabbau im Baggersee) werden bei Seilbaggern ausschließlich durch den Zug von Stahlseilen mit Hilfe von Seilwinden und von der Schwerkraft bewirkt. Die Arbeitsbewegungen der Maschine werden bei der klassischen Bauweise im Falle des Einmotoren-Antriebes nun durch Öffnen und Schließen der Kupplungen zwischen der ständig rotierenden Vorgelegewelle und diesen Winden ermöglicht. Bei Mehrmotoren-Antrieben ist hingegen nahezu jede Winde mit einem eigenen Antriebsmotor (Dampfmaschine oder Elektromotor) versehen, die Betätigung der Winden erfolgt durch Ansteuerung dieser Antriebe. Mit integrierten Bremsen an den Winden wird ein Halten der Seile unter Last erreicht. Manche Winden verfügen über ein selbsthemmendes Schneckengetriebe (z. B. zum Halten des Auslegers und für Kranarbeiten). Bei modernen Seilbaggern ist diese Mechanik vollständig durch einen hydraulischen Antrieb der Winden ersetzt, der sowohl eine feinfühlige Steuerung als auch ein Arretieren ermöglicht, diese Seilbagger sind also zugleich eine Sonderform der Hydraulikbagger. Nur noch bei sehr großen Seilbaggern für die Gewinnungsindustrie findet man statt der Hydraulik noch Direktantriebe, diese Großgeräte werden nach dem Mehrmotorenprinzip elektrisch angetrieben.